# Исландия на летних Олимпийских играх 1912
Исландия на летних Олимпийских играх 1912 была представлена Национальным олимпийской и спортивной ассоциацией Исландии. Несмотря на свою административную принадлежность в 1912 году к Дании, выступление исландских спортсменов историки, изучающие олимпийское движение, их не объединяют.

## Состав сборной

### Борьба
Греко-римская борьба
Команда Исландии была представлена Сигурьоном Петурсоном (исл. Sigurjon Pjetursson). Всего проводилось семь раундов для определения победителей. Сигурьон Петурсон закончил соревнования на 5 раунде, разделив 6-9 места.

### Лёгкая атлетика
Йоун Халльдоурссон участвовал в 1 раунде соревнований в беге на 100 метров. В своём 8-м забеге он пришёл 4-м (последнее место), что не позволило ему пройти в полуфинал. В общем зачёте спортсмены, пришедшие последними в первых раундах заняли места с 67 по 91.